# Régiment de Lorraine
 (janvier 2023).
Pour les articles homonymes, voir Régiment de Lorraine (homonymie).
Le régiment de Lorraine est un régiment d'infanterie du royaume de France, créé en 1644 sous le nom de « régiment de Carignan » devenue sous la Révolution le 47e régiment d’infanterie de ligne.

## Création et différentes dénominations
- Avril 1644 : création du régiment de Carignan
- mai 1665 : renommé régiment de Carignan-Balthazard
- 1665 : prend le nom de régiment de Carignan-Salières
- 18 juillet 1676 : devient régiment de Soissons
- décembre 1690 : prend le nom de régiment de Perche
- mars 1744 : prend le titre de régiment des Gardes-Lorraines
- 28 mars 1766 : prend le nom de régiment de Lorraine
- 1er janvier 1791 : renommé 47e régiment d'infanterie de ligne

## Colonels et mestres de camp
- Avril 1644 : Baron de La Val d'Isère
- Juillet 1652 : N. d'Aloigny de Rochefort
- 1665 : Jean de Balthazard[note 1]
- 1665 : Henri de Chastelard de Salières
- 31 décembre 1690 : Joseph de Robert marquis de Lignerac[note 2]
- Juillet 1705 : N. Cotteron
- 27 octobre 1706 : Claude marquis de Céberet[note 3]
- 15 mars 1718 : Louis Auguste marquis de Rieux[note 4]
- 16 avril 1738 : Paul Sanguin marquis de Livry
- 20 mars 1744 : Jean-Baptiste de Marin comte de Moncan[note 5]
- 26 février 1746 : Ferdinand Jérôme chevalier de Beauvau-Craon
- 14 septembre 1760 : Louis Bruno de Boisgelin comte de Cucé
- 20 mars 1774 : Victurnin Jean-Baptiste Marie de Rochechouart duc de Mortemart
- 10 mars 1788 : Antoine César de Choiseul comte de Praslin
- 23 novembre 1791 : Pierre François vicomte d'Olonne

## Historique des garnisons, combats et batailles du régiment

### Régiment de Carignan (1644-1665)

#### Guerre franco-espagnole et La Fronde
En 1643, le régiment est formé à 2 bataillons. Son uniforme comprend un habit, doublure, veste et culotte blancs, parements, revers et collet de panne noire, doubles poches en long garnies de 3 boutons, le dessous de la manche et du parement fermé par 6 petits boutons, 6 petits au revers et 3 gros au-dessous, boutons jaunes no 3, chapeau bordé de galon blanc. Drapeau jaune et noir.
Ce régiment d'origine piémontaise est levé dans le cadre de la guerre franco-espagnole, en avril 1644, par Thomas Emmanuel Philibert de Savoie, prince de Carignan, avec pour noyau, la compagnie des Gardes de ce prince. Jusqu'à la paix des Pyrénées, en 1659, il n'a servi dans l'armée française qu'à titre d'auxiliaire. 

Dans les premières années de son existence, il était fort de 1 000 hommes et obéissait aux ordres d'un mestre de camp ou colonel en second, nommé le baron de La Val d'Isère.
En août 1645 le régiment de Carignan participe au siège de Vigevano et le 19 octobre on le voit au combat de La Mora.
En 1646, il est de l'expédition d'Orbetello, commandée par le prince Thomas. Il s'embarque le 2 mai au bourg de Vay, dans la rivière de Gênes, sur la flotte du duc de Brezé, arrive le 10 du même mois dans la rade de Talamone, débarque au pied du mont Argentaro à trente milles de Civitavecchia après une vive résistance, et se distingue à la prise du fort des Salines. L'expédition ayant manqué son but, le régiment revient en Piémont et est mis en garnison à Trino, où il reste jusqu'en 1648, ou, il est envoyé à Casal.
En 1649 lorsque les troupes françaises sont rappelées en France en raison des troubles de La Fronde, il passe, lui aussi, les Alpes et va servir en Guyenne. Il demeure dans cette province jusqu'en 1652. 
En 1652, il rejoint la cour réfugiée derrière la Loire, et fait partie de la petite armée avec laquelle Turenne ramena Louis XIV à Paris. Il se distingue le 2 juillet à la bataille du faubourg Saint-Antoine. Il était placé, avec le régiment d’Huxelles, à l'extrême gauche, dans les jardins qui couvraient alors l'espace compris entre la rue de Charenton et la Seine. Malgré la mort du baron de La Val d'Isère, tué dès les premiers coups de fusil, le régiment entreprit de déloger les troupes du prince de Condé qui se faisaient successivement un retranchement de tous les murs de clôture, et il y parvint après une lutte des plus acharnées. Il comptait alors trente compagnies. 
Au mois d'octobre, les huit premières compagnies retournèrent en Piémont puis les vingt-deux autres prirent la même route en décembre. Après quelques opérations insignifiantes, le régiment tout entier revint prendre ses quartiers d'hiver dans le Dauphiné.
Le 18 avril 1653, le régiment de Carignan arrive à Turin, où Charles-Emmanuel duc de Savoie vient le voir, et il entre aussitôt en campagne. Il combat, le 23 septembre, à La Roquette, sur le Tanaro, et il hiverne dans la vallée de Saint-Martin. 
En 1655, il se fait remarquer au siège de Pavie. 
En 1656, le régiment devient la propriété de Emmanuel-Philibert de Savoie, prince de Carignan, par la mort de son père. Il fait cette année le siège de Valenza.
Il termine cette guerre, en 1658, par le siège de Mortare.
Après la paix des Pyrénées, le prince de Carignan ne pouvant faire entretenir son régiment en Savoie, le donna à Louis XIV. Le corps fut dès lors admis dans l'armée française, mais sur le pied étranger, et à dix compagnies seulement.
Le régiment possédait 3 drapeaux, dont un blanc Colonel, et 2 d’Ordonnance « rouges et bleux par opposition, & croix blanches »

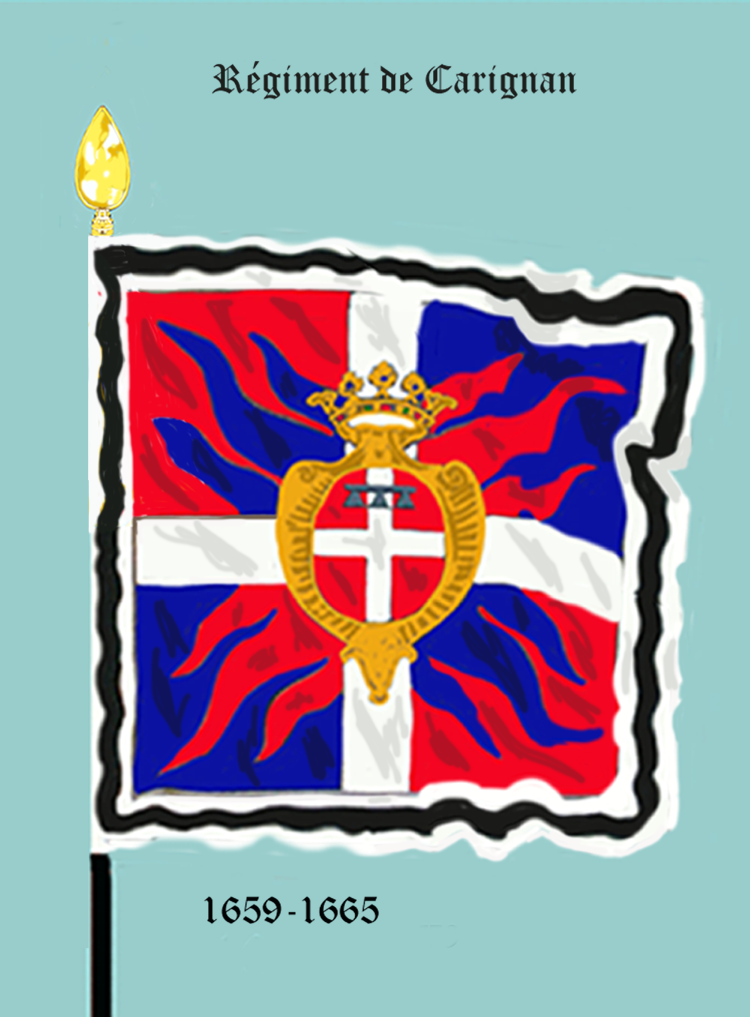
de 1659 à 1665

### Régiment de Carignan-Balthazard et régiment de Carignan-Salière (1665-1676)

#### Guerres franco-iroquoises dans le Nouveau Monde
Au mois de mai 1665, ces compagnies, présentant ensemble un effectif de 1 000 hommes, s'embarquent à La Rochelle pour passer au Canada avec un régiment allemand, le « régiment de Balthazard » . Le prince de Carignan ne suivant pas son régiment en Amérique, la totalité des troupes embarquées est placée sous les ordres de Jean de Balthazard. Il est alors formé une espèce de brigade ou de régiment provisoire, qui prend le nom de « régiment de Carignan-Balthazard » , et qui conserve deux drapeaux colonels. La compagnie colonelle du prince de Carignan était la première, et celle de Jean de Balthazard la seconde. Jean de Balthazard étant mort la même année, est remplacé par N. de Chastellar de Sallières, qui était le premier capitaine de son régiment. Cela n'apporta aucun changement à l'organisation du corps, qui prit seulement le titre de « régiment de Carignan-Sallières ». 
Le régiment de Carignan-Sallières est le premier régiment de troupes réglées et soldées par l'État, qui ait franchi l'Atlantique pour aller porter la gloire des armes françaises dans le Nouveau Monde. À peine arrivé à Québec, il prend part à une expédition dirigées contre les tribus iroquoises du lac Champlain, et c'est lui qui, sous la direction du capitaine Pierre La Motte, construisit le fort Sainte-Anne dans une île du lac. 
Le 1er octobre 1666, une petite armée, commandée par le marquis de Tracy, et composée de 600 hommes de Carignan-Sallières et de 1 200 colons et algonquins, partit du fort Sainte-Anne pour aller détruire les habitations des Iroquois. L'expédition remonta le Champlain, et avant de passer dans le lac du Saint-Sacrement , elle construisit, près du saut qui sépare ces deux nappes d'eau, un fortin dans lequel N. de Chastellar de Sallières est laissé avec quatre compagnies de son régiment pour assurer le retour de l'armée. Celle-ci continua sa route, s'enfonça dans les vieilles forêts qui recélaient les huttes des sauvages, détruisit leurs campements, et, après une course plus pénible que périlleuse, rentra à Québec le 5 novembre.
On ignore ce que fait le régiment l'année suivante. 
Au mois de juin 1668, les deux compagnies colonelles, de 60 hommes chacune, débarquent à La Rochelle, tout le reste du régiment était resté au Canada. Il est probable que le gouvernement , qui n'attachait alors qu’une médiocre importance à cette colonie, se lassa de solder des troupes, dont la présence en Amérique ne profitait qu'aux marchands de pelleteries, et qu'il autorisa les soldats des compagnies ordinaires à passer au service des colons. Quant aux compagnies colonelles qui appartenaient au prince de Carignan et au colonel de Chastellar de Sallières, il n'était pas possible d'en disposer ainsi, et elles rentrèrent en France. 
De 1668 à 1671, ces deux compagnies furent entretenues, l'une à côté de l'autre, sans faire corps cependant. 

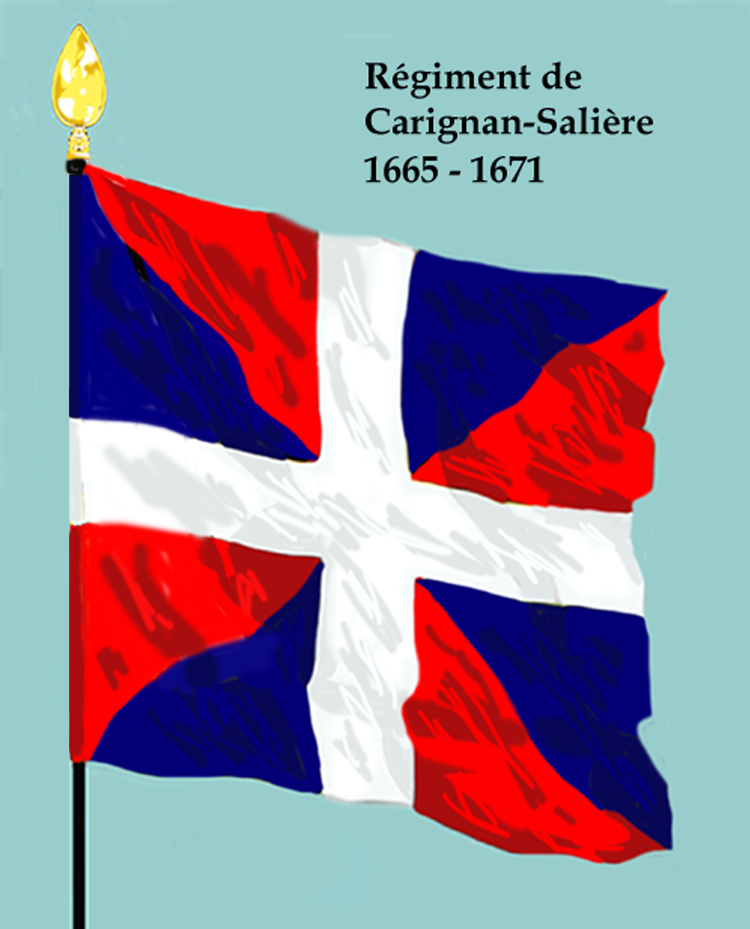
de 1665 à 1676
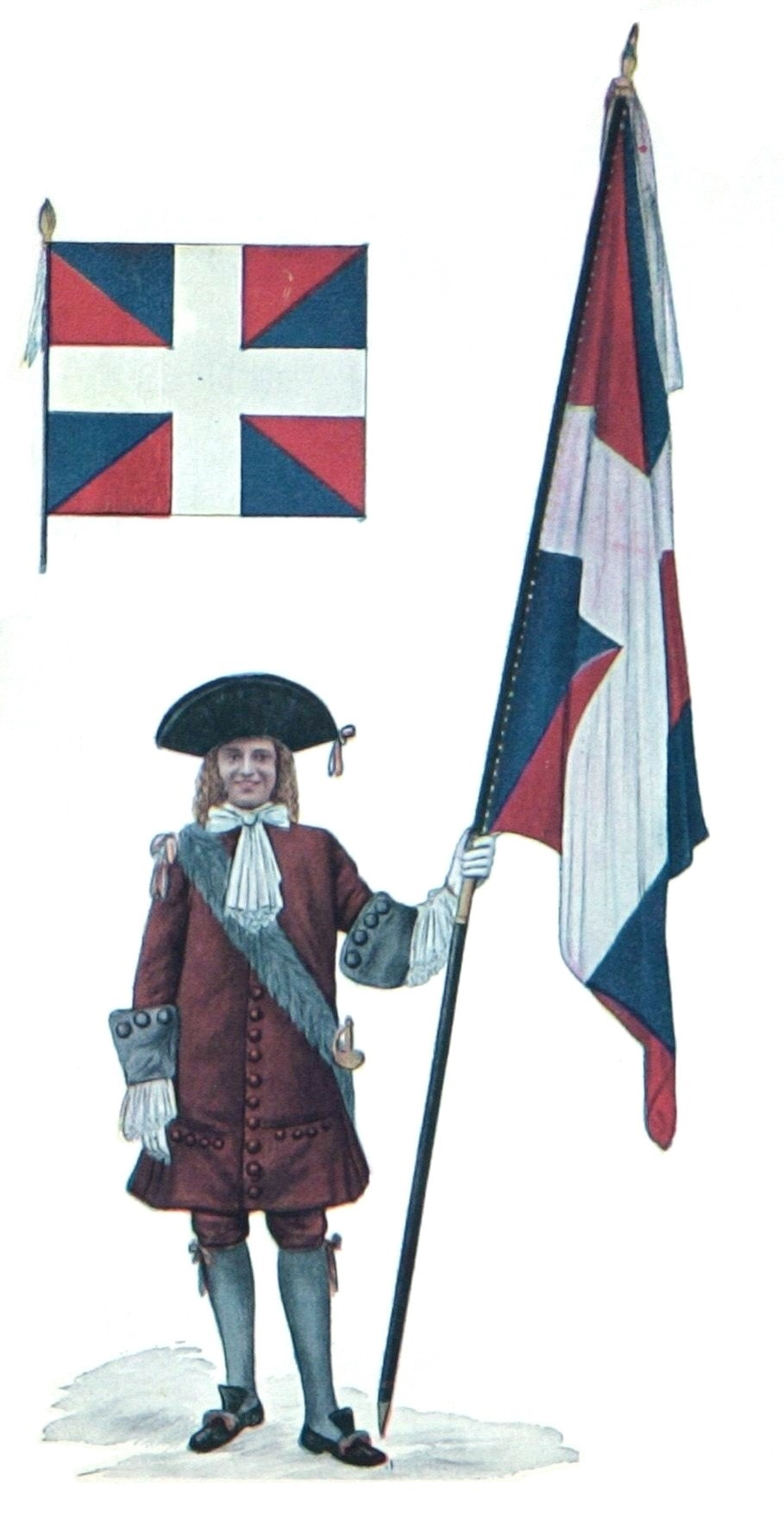
Officier portant les couleurs du régiment de Carignan-Salières

#### Guerre de Hollande
En 1671, au moment où tout se préparait pour la guerre de Hollande, le prince de Carignan reçut l'ordre de rétablir son régiment à seize compagnies . Il proposa à M. de Chastellar de Sallières, qui n'avait guère l'espérance de voir le sien remis sur pied, d'incorporer définitivement sa compagnie dans le corps dont il était propriétaire, mais qu'il ne voulait pas commander en personne, sous la condition que M. de Chastellar de Sallières aurait le titre et les fonctions de colonel commandant, qu'il conserverait un drapeau blanc dans la compagnie qui lui appartenait en propre, et que le régiment porterait, comme auparavant, le titre de « régiment de Carignan-Sallières ». Cette proposition était trop avantageuse pour ne pas être acceptée, et de là naquit une bizarrerie qui, dans ces temps d'étiquette et de respect pour les choses établies, devait durer près de cinquante ans. 
Le régiment de Carignan-Sallières fait la campagne de 1672 sous le commandement maréchal d'Humières, et est mis en garnison à Courtrai, où il demeure pendant les deux années suivantes.
En 1674, quelques compagnies passèrent en Sicile, ou elles défendent courageusement, le 8 février 1675, le fort de Castellazo contre une entreprise des Espagnols.
En 1675, le gros du régiment se rend, de Courtrai à Huy et il évacue cette dernière ville en avril 1676, après en avoir rasé les fortifications, et pars tenir garnison à Philippeville.

### Régiment de Soissons (1676-1690)

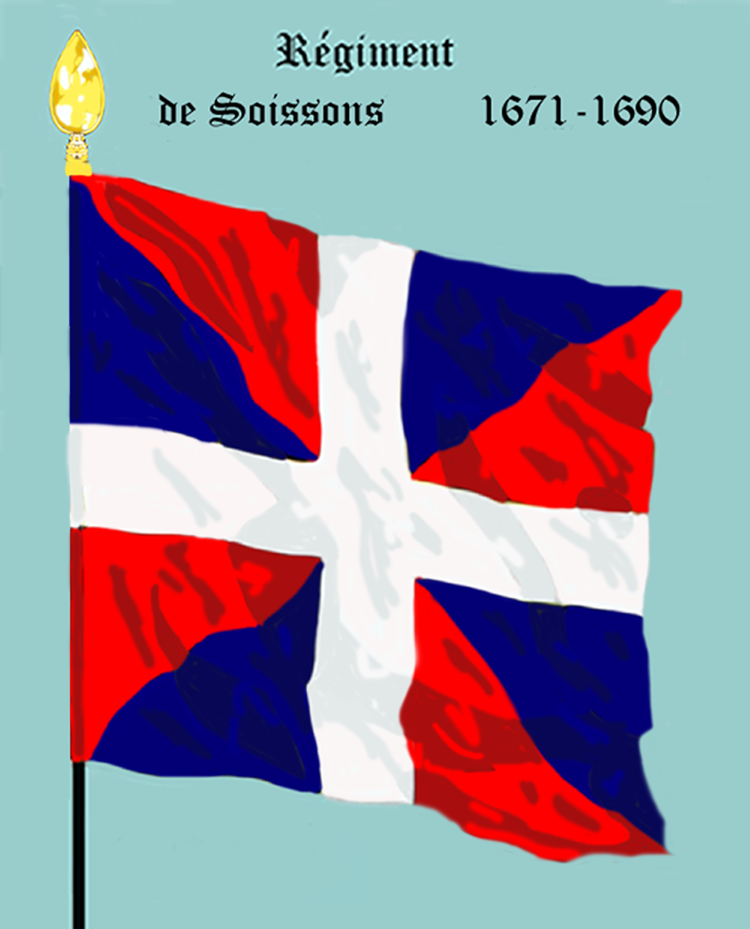
de 1676 à 1690

#### Guerre de Hollande
Le 18 juillet 1676, la propriété du régiment passa à Louis-Thomas de Savoie, comte de Soissons, neveu du prince de Carignan. M. de Chastellar de Sallières, vieux et fatigué, renonça alors à sa part de commandement. 
Le régiment, prend alors le nom de « régiment de Soissons », et, le 9 mars 1677, d'ouvrir la tranchée devant Valenciennes en même temps que les Gardes Françaises et le régiment de Picardie. Le 17 mars, les grenadiers, prennent part à l'attaque où la place est emportée. Le régiment de Soissons fait encore cette année les sièges de Cambrai et de Saint-Ghislain. 
En 1678, le régiment assista à la prise de Gand et d'Ypres, puis, au mois de juin, il se met en route pour l'Alsace, et joint l'armée du maréchal de Créquy , sous les ordres duquel il prend part à la conquête du fort de Kehl et à toutes les opérations qui eurent encore lieu cette année et la suivante sur la frontière du Rhin .

#### Guerre des Réunions
Le 29 avril 1684, le « régiment de Soissons » arrive devant Luxembourg dans le cadre de la guerre des Réunions. Le 30 mai, un piquet du régiment, s'empare d'une demi-lune, évente les fourneaux de mine qui y étaient préparés et se loge dans l'ouvrage.

#### Guerre de la Ligue d'Augsbourg
En 1688, la guerre recommence plus sérieusement. Le « régiment de Soissons » fait partie de l'armée du Rhin et se trouve aux prises de Philippsburg, de Manheim et de Frankenthal. 
L'année suivante, il sert avec le maréchal d'Humières dans les Pays-Bas, et s'illustre durant la bataille de Walcourt. Il y commence l'attaque avec le régiment de Guiche, et quand la fortune se déclare contre nous, ses grenadiers se jettent au-devant de la cavalerie ennemie et arrêtent son élan. Le 5 septembre, il se distingue encore au combat de Gerpines. 
Le 1er juillet 1690, le régiment fait admirer sa valeur à la bataille de Fleurus, ou il formait brigade avec le régiment de Champagne et fit tout ce que fit ce vieux corps, et de plus il contraignit à mettre bas les armes 1 200 hommes qui s'étaient retranchés dans un château voisin du champ de bataille.

### Régiment de Perche (1690-1743)

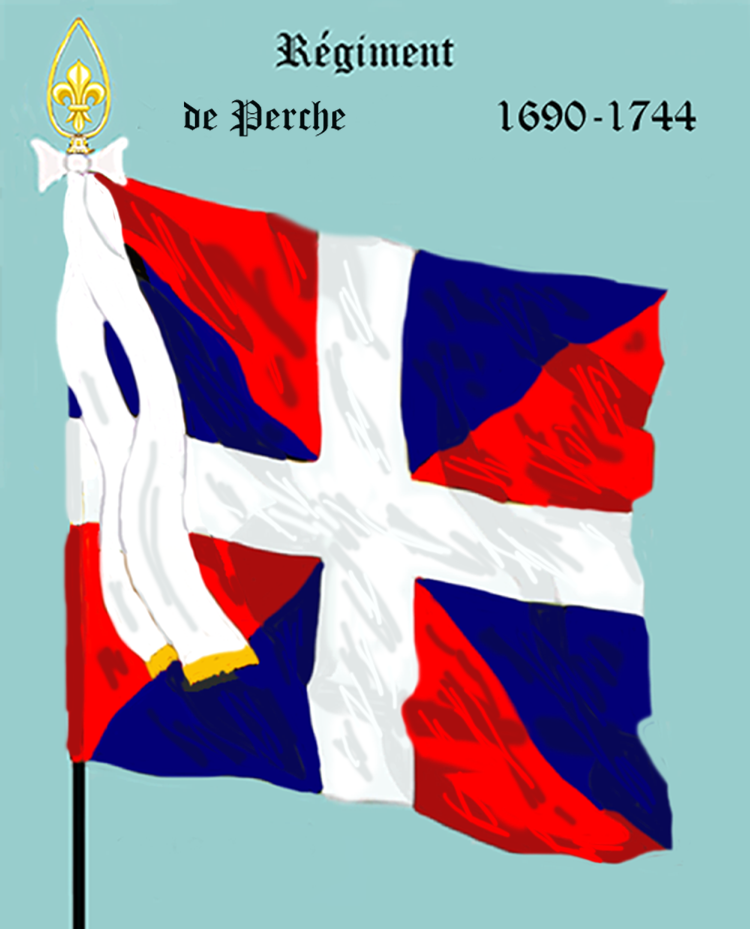
de 1690 à 1743
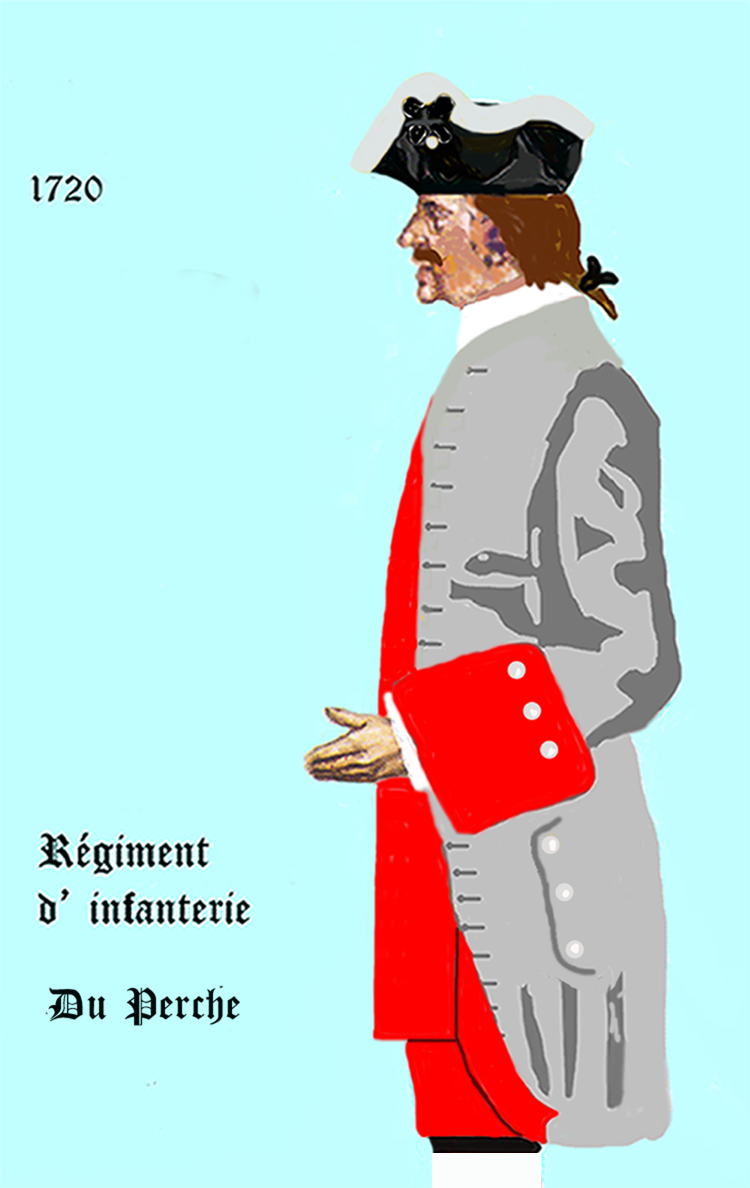
de 1720 à 1734
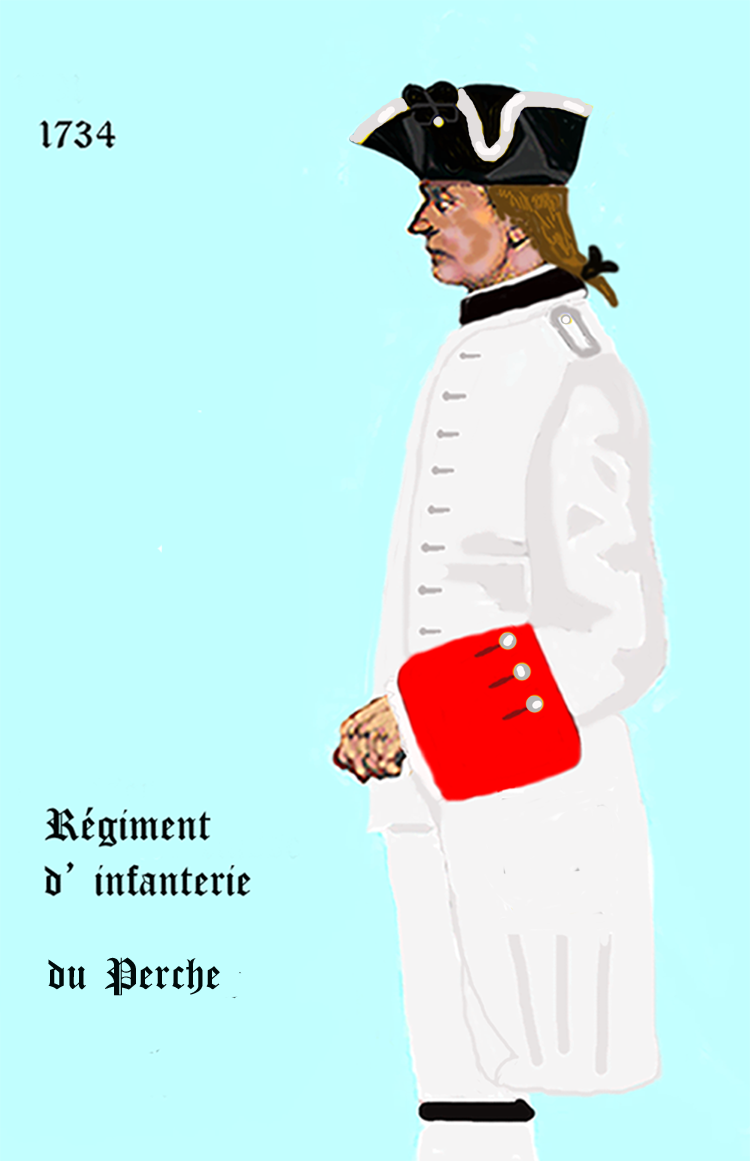
de 1734 à 1740
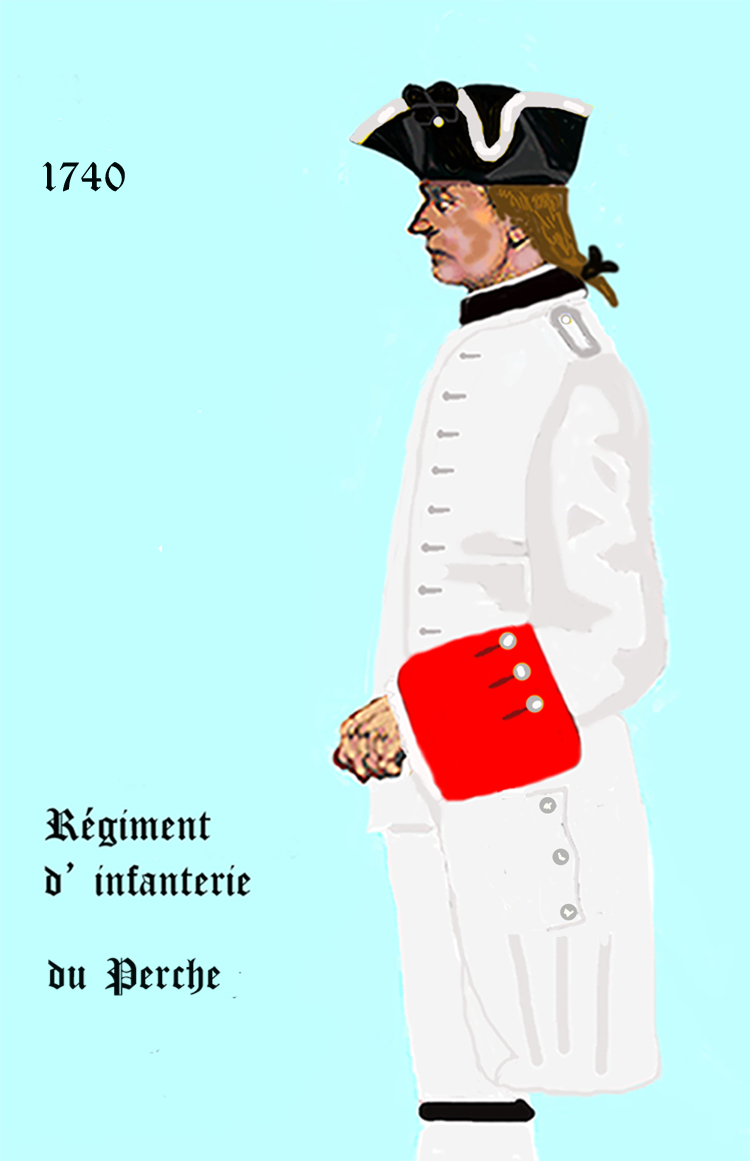
de 1740 à 1743

#### Guerre de la Ligue d'Augsbourg
Au mois de décembre 1690, Louis XIV, mécontent de Louis-Thomas comte de Soissons, lui retire son régiment, et met celui-ci sur le pied ordinaire , en lui donnant le titre de la province de Perche. 
En mars 1691, les grenadiers du régiment se distinguent, au siège de Mons, et leurs sergents obtiennent, comme ceux du régiment du Dauphin, le privilège du port de la fourche. Le régiment se rend ensuite au bombardement de Liège. Sur la fin de la campagne, le « régiment de Perche » se rend à l'armée du Rhin et fait celle de 1692 sur cette frontière. 
En 1693, il passe à l'armée des Alpes. Le 3 octobre, il est détaché pour se saisir des hauteurs du château de Piossasco, et le lendemain il se couvre de gloire à la bataille de La Marsaille. Placé à l'aile gauche avec le régiment de Vendôme, il engage vigoureusement l'action, marche la baïonnette au bout du fusil contre la cavalerie piémontaise, l'arrête, la charge, et met en désordre ces escadrons qui se croyaient déjà sûrs de la victoire. Tombant alors sur la gauche de l'armée ennemie et la prenant en flanc, il renverse les bataillons les uns sur les autres et achève la déroute des Alliés. le « régiment de Perche » se trouve encore, à l'attaque du château de Martignana durant lequel le colonel Joseph de Robert marquis de Lignerac y est blessé. 
Les campagnes suivantes, que le régiment fait aussi sur les Alpes, présentent peu d'intérêt. 
En septembre 1696 il assiège Valenza, et après la signature des préliminaires de la paix avec le duc de Savoie, l'armée étant rentrée en France, le « régiment de Perche » se rend à l'armée du Rhin et y fait la campagne de 1697 y avec le maréchal de Choiseul.

#### Guerre de Succession d'Espagne
En 1701, le régiment est porté à deux bataillons, pour la guerre de Succession d'Espagne. Le régiment fait d'abord partie de l'armée du Rhin.
En janvier 1702 il est envoyé en Italie, et fait partie du corps d'observation commandé par le prince de Vaudémont. Il combat à côté du régiment de Piémont à la bataille de Luzzara, et est écrasé à la quatrième charge de l'ennemi. Le colonel du régiment, Joseph de Robert marquis de Lignerac, y a l'épaule traversée par une balle. 
En 1703, il suit le duc de Vendôme dans sa course sur Trente, mais il est laissé à Desenzano del Garda, à la garde des magasins et des communications. 
Il passe l'hiver suivant dans le Montferrat, se trouve en 1704 aux prises de Verceil et d'Ivrée, puis au siège de Verrue qui se prolonge, avec des fatigues incroyables, jusqu'en avril 1705. Après la capitulation de Verrue, le « régiment de Perche » est mis sous les ordres du grand prieur de Vendôme, et se distingue, le 31 mai, avec le régiment de Limousin, au combat de la cassine de Moscolino. Il rallie ensuite la grande armée la veille de la bataille de Cassano, et prend sa place au centre de la ligne. Ce fut sur ce point que le prince Eugène dirigea ses efforts. Le régiment est, durant la bataille fort maltraité. Il prend cette année ses quartiers d'hiver à Rivoli.
Le 19 avril 1706 le « régiment de Perche », s'illustre à la bataille de Calcinato. Dans l'ordre de la bataille, il était en réserve derrière l'aile droite qui allait supporter à elle seule le choc de l'ennemi. La cavalerie de cette aile, chargée par les escadrons impériaux, fut mise en désordre et prit la fuite. C'en était fait de la journée car l'armée française allait être tournée, quand la « brigade de Perche », commandée par le colonel Cotteron, s'avançant en plaine rase, au-devant de cette cavalerie victorieuse, l'arrête et donne le temps à Vendôme de rallier les escadrons français et de les ramener à la charge. Après cette journée, le régiment se rend devant Turin et il combat avec un rare courage dans cette funeste affaire du 8 septembre, mais il perd son colonel, N. Cotteron. Le lendemain, un piquet du corps, qui servait sous le comte de Grancey, contribue au succès du combat de Castiglione. 
Réduit à 336 hommes le « régiment de Perche », repasse les Alpes et se rend, en mars 1707, à l'armée de Flandre et reste longtemps cantonné autour de Commines.
En 1708, il se distingue à la bataille d'Audenarde en couvrant la retraite de la Gendarmerie. Il fait ensuite partie du corps du comte de La Mothe, se signale à la bataille de Winendaël, et quelques jours plus tard il attaque 1 600 hommes campés à Hondschoote, et les accule dans un clos où ils sont contraints à se rendre, avec un officier général, 80 officiers, 12 drapeaux et 6 étendards.
En 1709, à la bataille de Malplaquet, la brigade de Perche est l'une des trois à la tête desquelles le maréchal de Villars essaie de rétablir le combat à la gauche. Cette tentative allait avoir le plus heureux succès, quand une grave blessure, reçue par le maréchal, enlève aux troupes leur chef. Le régiment fait sa retraite en bon ordre et favorise celle de l'artillerie. 
Il continue de servir en Flandre les trois années suivantes, se trouve en 1711 à l'attaque d'Arleux.
En 1712, il parvient à se jeter dans Landrecies, quoique la place fût déjà investie. Après la victoire de Denain, les Alliés lèvent le siège de Landrecies. Le « régiment de Perche » se met alors à leur poursuite et contribue aux prises de Douai, du Quesnoy et de Bouchain. 
Il se rend sur le Rhin en 1713, et fait d'abord le siège de Landau, où il monte à l'assaut des contre-gardes. Il marche ensuite sur Fribourg ou le général autrichien Vaubonne couvrait les approches de cette ville dans un camp retranché placé sur les hauteurs escarpées de Roscoff. Sous le commandement du colonel Claude de Céberet, la brigade de Perche est chargée d'aborder le côté le plus difficile. Il franchit tous les obstacles, et, après avoir essuyé deux décharges, il se précipite sur les barricades avec tant d'audace et d'impétuosité, que les Impériaux sont forcés et mis en déroute. Lorsque Fribourg eut ouvert ses portes, le « régiment de Perche » y est mis en garnison. Le 25 décembre, on l'envoie en expédition dans le Wurtemberg et, attaquant un corps fortement retranché, le force et rentre dans Fribourg avec 400 prisonniers. 
Fribourg est évacué en 1714, en vertu du traité de Rastatt. Le « régiment de Perche » rentre alors en France, et est réduit à un bataillon .

#### Guerre de la Quadruple-Alliance
En 1719, il fait la campagne d'Espagne, et concourt aux prises de Fontarabie, de Saint-Sébastien et d'Urgell, ainsi qu'au blocus de Roses .

#### Guerre de Succession de Pologne
En 1732, on le trouve au camp de la Moselle.
En 1733, dans le cadre de la guerre de Succession de Pologne, il participe à l'occupation de la Lorraine. 
L'année suivante, il est appelé sur le Rhin, prend part à l'attaque des lignes d'Ettlingen et fait le siège de Philisbourg. Au mois de novembre, le régiment occupe Worms et y passe l'hiver. 
En 1735, il opére dans l'électorat de Trèves, et combat à Clausen  Après cette action, il prend ses cantonnements à la Chartreuse, entre Trèves et Consarbrück. A la paix, il est mis en garnison en Lorraine.

#### Guerre de Succession d'Autriche
Pendant les premières campagnes de la guerre de Succession d'Autriche, le « régiment de Perche » faisant partie de l'armée de réserve du maréchal de Noailles reste en garnison. 
En 1743, il se trouve à la bataille de Dettingen, et part ensuite à marches forcées pour se rendre sur la frontière du Dauphiné, où il prend part à l'attaque de Pont, qui fut son dernier fait d'armes sous le titre de « régiment de Perche ».

### Régiment des Gardes-Lorraines (1740-1743)

#### Guerre de Succession d'Autriche
Le « régiment des Gardes-Lorraines » est levé par ordonnance du 6 avril 1740, pour le service personnel de Stanislas, roi de Pologne et duc de Lorraine, beau-père de Louis XV :
Sa Majesté, ayant agréé la levée d'un régiment d'infanterie des Gardes-Lorraines, qui sera composé de 17 compagnies de 30 hommes, dont une de grenadiers, avec prévôté, a ordonné que les capitaines et autres officiers de ce régiment qui seront choisis, travailleront incessamment à mettre sur pied les compagnies dont ils auront le commandement et à les composer du nombre marqué ci-dessus de naturels du pays, de l'âge et taille requis, en vertu des ordres qui leur seront délivrés par le roi Stanislas de Pologne, duc de Lorraine, etc.
Le « régiment des Gardes-Lorraines » avait lui aussi, fait la campagne de 1743 sur le Rhin et combattu à Dettingen. Il acheve cette campagne dans les lignes de la Lauter
Au début de 1744, il passe à l'armée d'Italie et l'incorporation du « régiment des Gardes-Lorraines » avec le « régiment de Perche » eut lieu aussitôt après son arrivée.
Avant sa fusion avec le « régiment de Perche », le « régiment des Gardes-Lorraines » porta l'habit jaune à parements noirs.

### Régiment des Gardeş Lorraines (1744-1766)
C'est par une ordonnance du 20 mars 1744, qu'est effectuée la réunion du « régiment de Perche » et du « régiment des Gardes-Lorraines » en un seul corps de deux bataillons, quivconserva le rang de Perche et prit le titre officiel de « régiment des Gardeş de Lorraine », que l'usage a transformé en celui de « Gardes-Lorraines » .
Quoique le « régiment de Perche » forma le 1er bataillon du nouveau corps, tout ce qui lui appartenait en propre disparut dans cette réorganisation.

Ses vieilles enseignes, rouge et bleu dans chaque quartier, par triangles assemblés base à base sur les diagonales de l'étoffe, firent place à de nouveaux drapeaux aux armes et couleurs de Lorraine, et montrant deux quartiers jaunes et deux quartiers noirs opposés, une couronne ducale au centre de la croix et cinq aiglons noirs dans chaque branche.

L'habit gris blanc, aux parements rouges, aux poches en long garnies de boutons blancs, fut remplacé par un habit bleu orné d'agréments et de boutons blancs. 
Le colonel, Paul Sanguin marquis de Livry, fut remercié, et le commandement titulaire du corps est donné à Charles-Juste de Beauvau-Craon, qui se fit représenter par un colonel commandant.

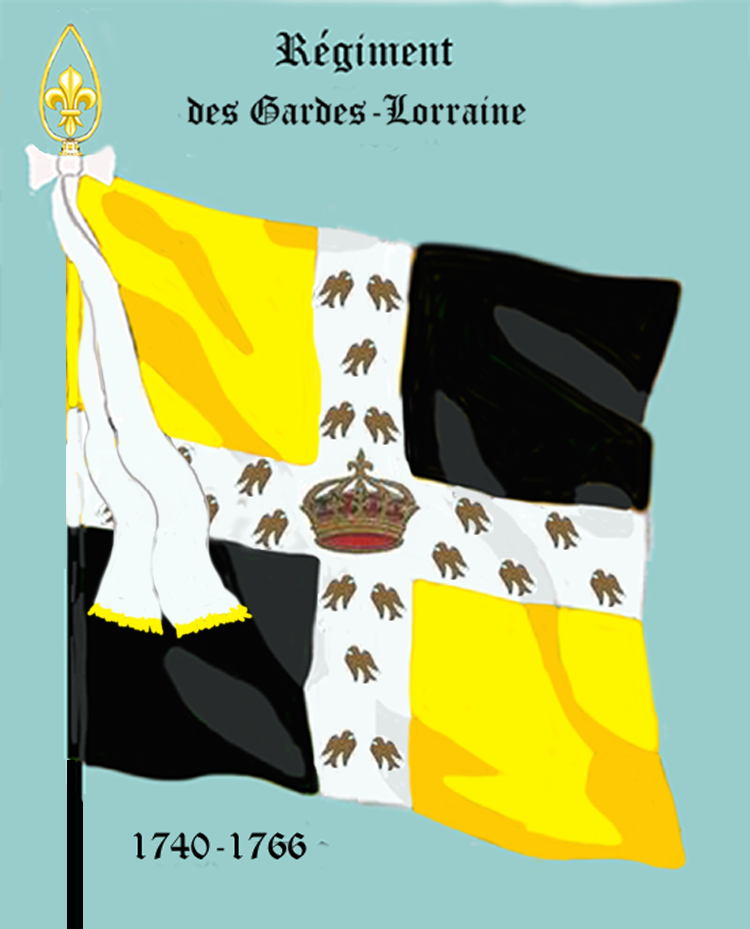
de 1740 à 1766
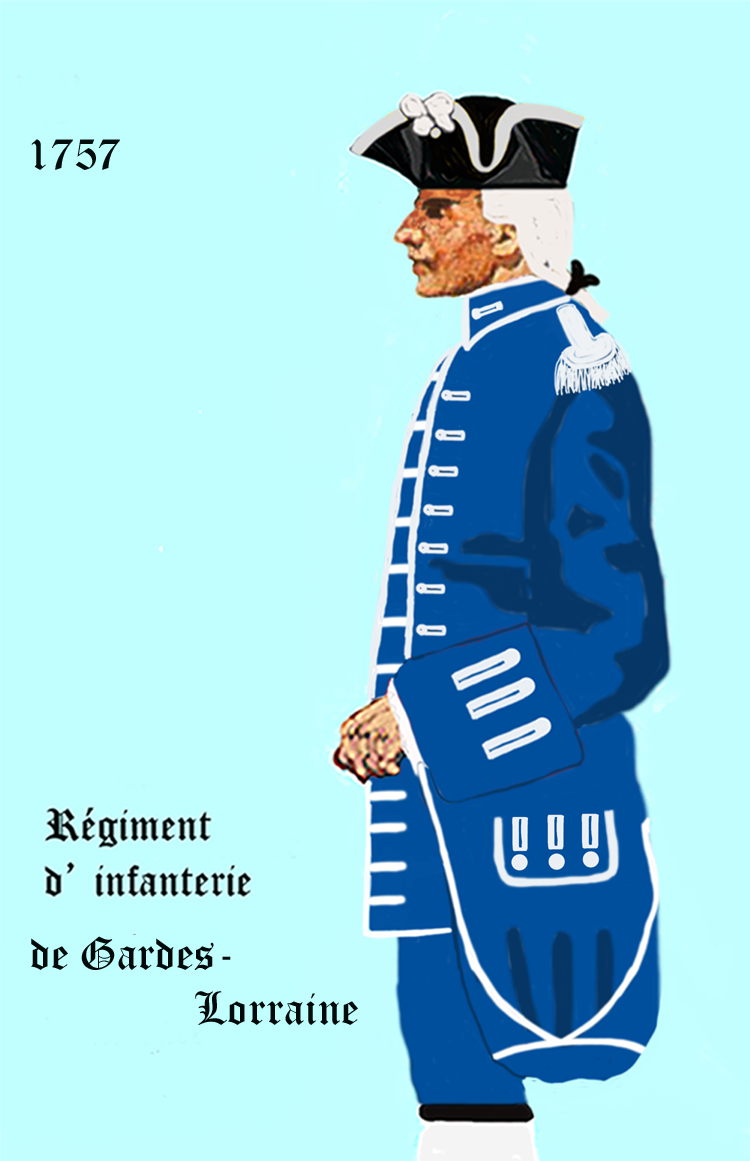
de 1744 à 1762
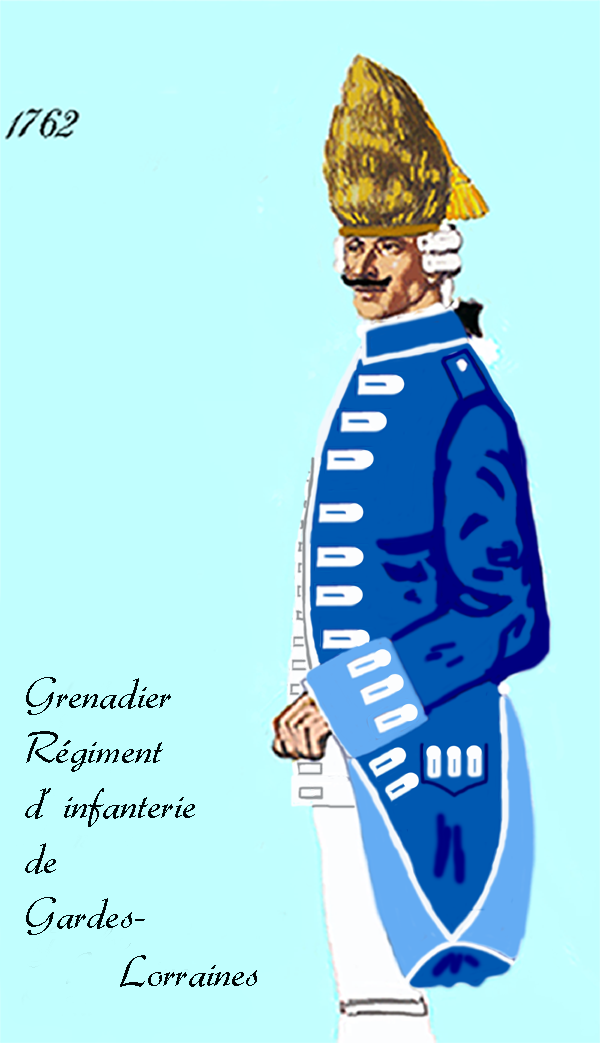
grenadier de 1762 à 1766

#### Guerre de Succession d'Autriche
Le régiment, ainsi reconstitué, sert en 1744 sous le prince de Conti à l'attaque des retranchements de Montalban, à la prise de Villefranche, et de Nice, au passage de vive force des Alpes, aux sièges de Demonte et de Coni, et, le 30 septembre, à la bataille livrée sous les murs de cette dernière place autour de l'abbaye de La Madona del Ulmo. Le 1er bataillon, sur la fin de la journée, s'élance sur les Piémontais et achève leur déroute. 
En 1745 les « Gardes Lorraines » trouvèrent des occasions de se distinguer aux sièges d'Acqui et de Tortone, au combat du Refudo et aux prises d'Alexandrie, de Valencia, d'Asti et de Casal. 
En mai 1746, les grenadiers à la tête de l'attaque du pont de Casal-Bajano. Les Gardes Lorraines se trouvent ensuite à la bataille de Plaisance, et se couvre de gloire pendant la retraite au sanglant combat du 10 août, où le passage du Tidone est disputé avec furie à l'armée française, qu'on espérait anéantir. Deux fois l'ennemi se jeta sur nos ponts pour les détruire, et chaque fois il fut vigoureusement repoussé par les brigades d'Anjou et des Gardes Lorraines, qui sauvèrent l'armée. 
Pendant le reste de cette campagne et le commencement de la suivante, le régiment est employé à la défense de la Provence, et quand enfin les Autrichiens ont été contraints à repasser le Var, il prend part à la conquête de Nice et de Vintimille. Il revint plus tard porter secours à cette dernière ville et se trouve aux deux combats qui sont livrés au pied de son château. Une ordonnance du 20 septembre de cette année porta à trois bataillons le régiment des Gardes Lorraines. 
En 1748 le régiment est sur les Alpes. Après le paix d'Aix-la–Chapelle le régiment est ramené en France. Le 3e bataillon est réformé le 24 décembre, et les deux autres se rendirent à Lunéville auprès de Stanislas et ils y demeurèrent jusqu'à la guerre de Sept Ans.

#### Guerre de Sept Ans
En 1757, Le régiment combat à Hastenbeck, contribue ensuite à la prise de Minden et de Hanovre, et poursuit l'armée anglo-hanovrienne jusqu'à Zell. 
En janvier 1758, la convention de Klosterzeven, par laquelle cette armée s'était engagée à ne plus servir, ayant été violée, les « Gardes Lorraines » marchent sur Brême, battent à Riddershade l'avant garde hanovrienne et s'emparent de ce poste. Ils rallient alors le corps du duc de Broglie, qui leur confie la garde de la ville d'Hoya sur le Weser. Le 23 février, le régiment y est attaqué par toute l'armée du prince Ferdinand de Brünswick. Le comte de Chabot, qui commandait dans Hoya, fait évacuer et brûler le faubourg au-delà du Weser, et envoie un aide de camp au duc de Broglie pour réclamer des renforts. Mais pendant ce temps le prince Ferdinand passe le Weser sur des radeaux au-dessus d'Hoya avec une partie de son armée et vient attaquer le « régiment des Gardes Lorraine » par tous les débouchés de cette ville ouverte. La résistance fut longue et vigoureuse mais il fallut céder le terrain. Le régiment, qui avait perdu 15 officiers et à qui il ne restait pas 300 hommes valides, fit sa retraite sur Brême. En arrivant aux portes de cette ville, on apprend que l'ennemi l'avait occupée le jour même. Le régiment retourna sur ses pas et parvint à passer le Weser, et se retire à Dülmen malgré le harcèlement des troupes légères. Il gagne de là Osnabrück et rallie le 7 mars l'armée du comte de Clermont, qui avait succédé à Richelieu. Les généraux jugèrent le régiment trop faible pour continuer la campagne et il fut renvoyé en France.
Le régiment des Gardes Lorraine demeurèrent à Lunéville  jusqu'en 1761. Ils reparurent cette année en Allemagne et sont placés dans l'armée du prince de Soubise. Le 3 juillet, au combat de Werle, les compagnies d'élite se font remarquer à l'attaque du moulin et du château de Schaffhausen. 
Le régiment fait encore la campagne de 1762 en Allemagne, et à la paix il vint à Bitche .
Lors de la réorganisation des corps d'infanterie français de 1762, le régiment conserve ses deux bataillons. 
L'ordonnance arrête également l'habillement et l'équipement du régiment comme suit
Habit, collet, parements et revers bleus, doublure, veste et culotte blanche, pattes ordinaires garnies de trois boutons, autant sur la manche, quatre au revers et quatre au-dessous : boutons blancs et plats, avec le no 30. Chapeau bordé d'argent.

#### Période de paix
En mai 1763, le 1er bataillon est mis en garnison à Lunéville et le 2e bataillon à Metz. Celui-ci retourna à Bitche au mois de décembre de la même année, et le régiment se trouva réuni à Lunéville en novembre 1764 et fait le service auprès de Stanislas jusqu'à la mort de ce prince, le 23 février 1766.

Cet événement apporta encore des changements dans la constitution du corps.

### Régiment de Lorraine (1766-1791)

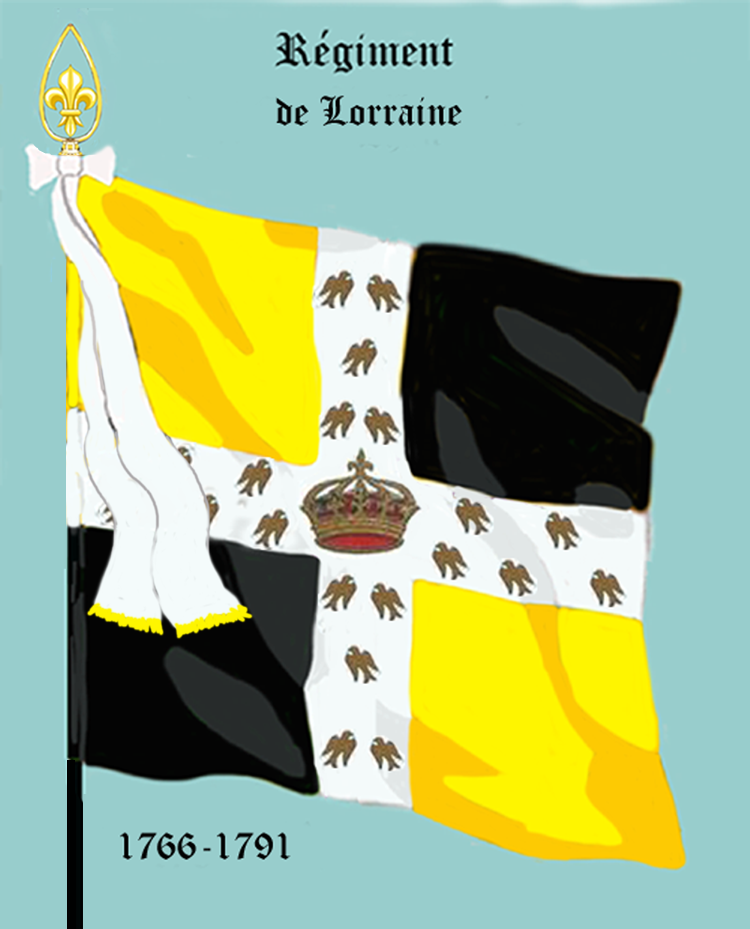
de 1767 à 1791
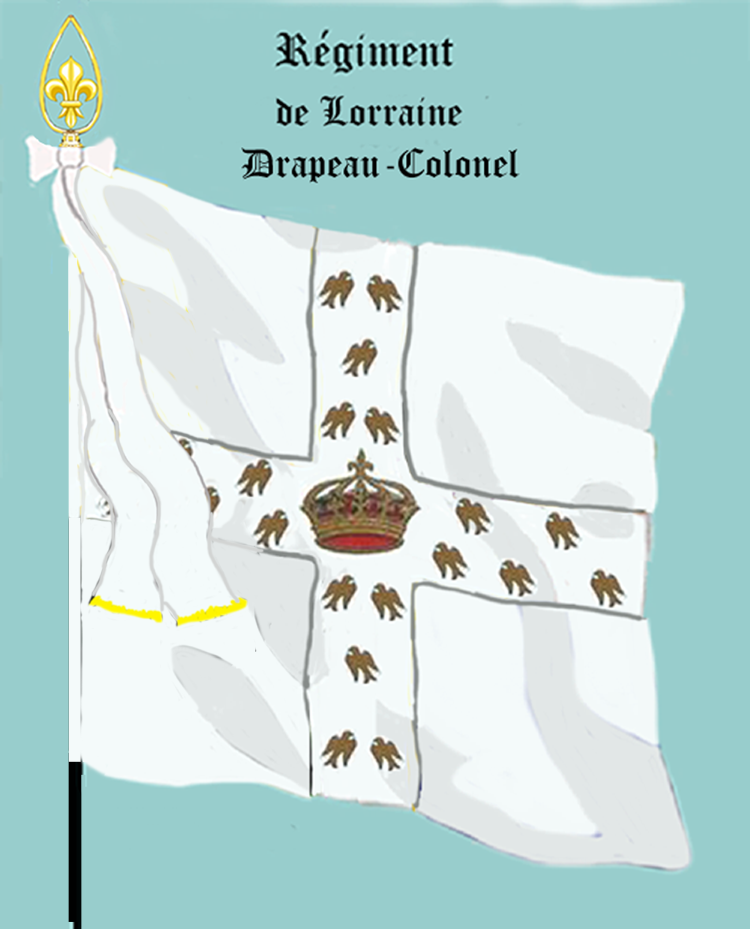
drapeau colonel de 1767 à 1791
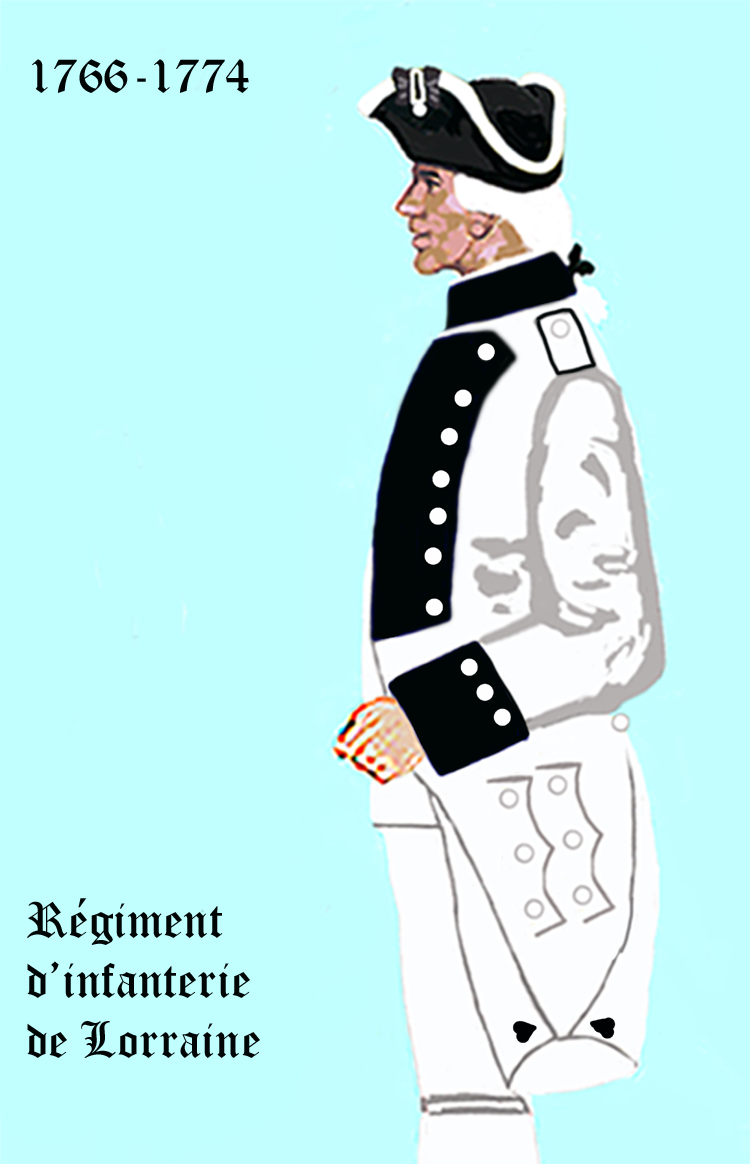
de 1766 à 1774
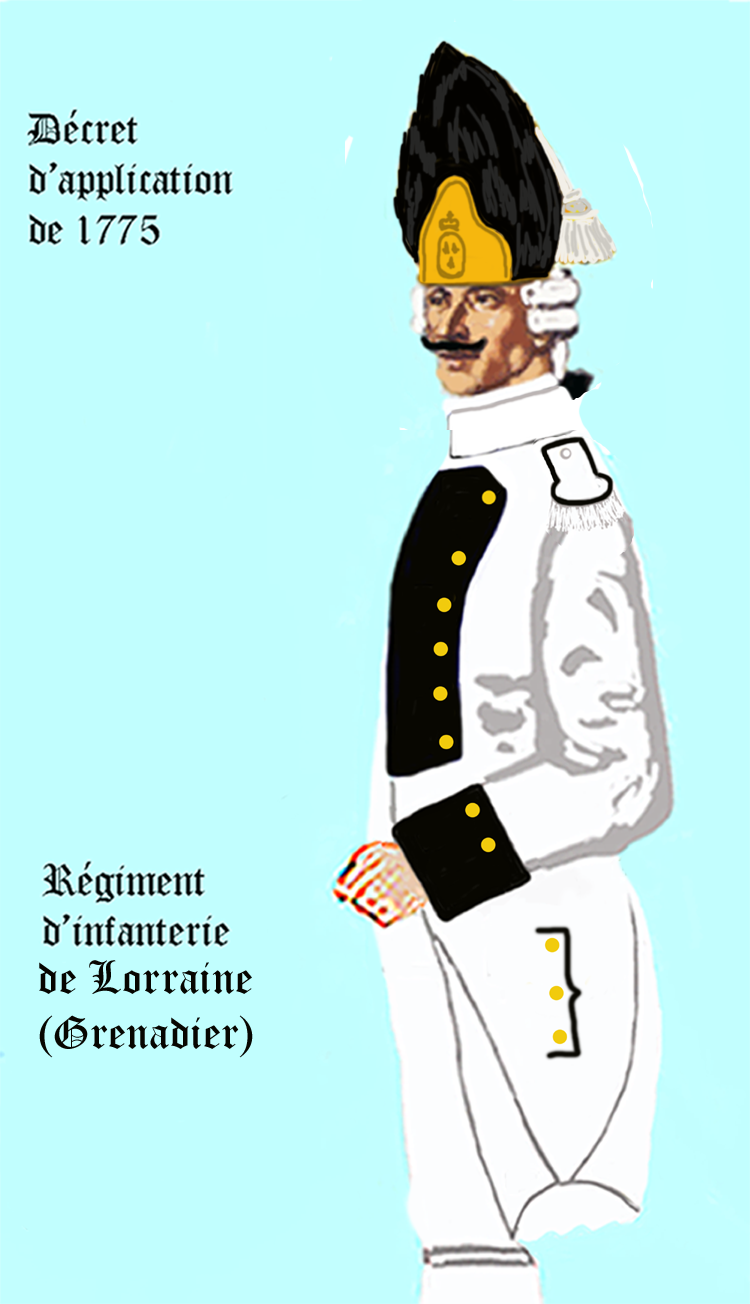
1775
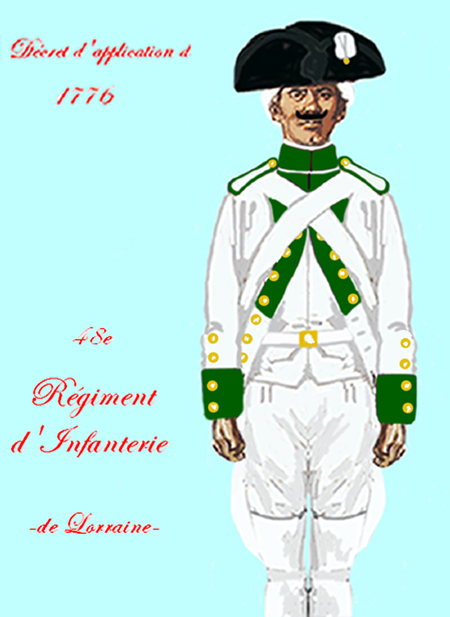
de 1776 à 1779
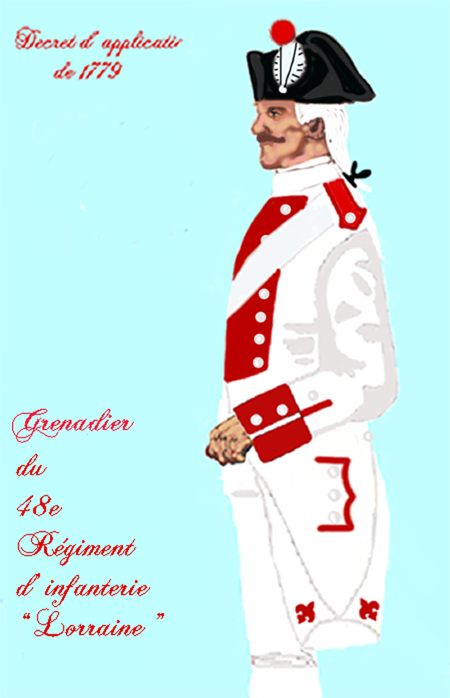
de 1779 à 1791

#### Période de paix
Par ordonnance du 28 mars 1766, le régiment cesse de porter le nom de Gardes Lorraines et prend celui de « régiment de Lorraine » du nom de la province de Lorraine, définitivement incorporée à la France. Il est mis sur le pied des autres régiments à titres de province, et quitta l'habit bleu galonné pour prendre l'uniforme blanc avec les boutons jaunes, le collet, le revers et les parements noirs.
Le « régiment de Lorraine » quitte Lunéville en avril 1766 pour se rendre à Briançon, il passe à Carcassonne au mois de novembre de la même année, puis à Toulon en juin 1768, à Landau en juin 1770, à Phalsbourg en juillet 1771, à Strasbourg en octobre 1771 à Dunkerque en octobre 1772, à Caen en octobre 1774, à Dinant et Saint-Servan en février 1778. 
Il fait partie du camp de Paramé au mois de septembre de cette année, et en 1779 il occupe Eu, Dieppe, et Bolbec. 
En 1780 et 1781, on le trouve à Pont-Audemer et Honfleur. En octobre 1781, il se rend à Brest et fournit successivement jusqu'à 1 064 hommes pour la garnison des vaisseaux. Ce qui restait à terre est envoyé à Lisieux en octobre 1782, et à Caen en mai 1783. Le régiment tout entier est mis en garnison à Lille en novembre 1783. Il est allé, ensuite, à Bergues et Gravelines en octobre 1785, à Bayeux en avril 1786, à Saint-Lô en novembre 1787, et à Bayeux en avril 1788. Il est appelé à Rennes en 1789 par le général de Langeron pour contribuer à la répression des troubles qu'avait excités dans cette ville la nouvelle de la prise de la Bastille. En quittant Rennes, le « régiment de Lorraine » envoie un détachement de 235 hommes à Lorient pour la sûreté de la flotte et retourne à Bayeux. 

### 47erégiment d'infanterie de ligneci-devant Lorraine

#### Guerres de la Révolution française
L'ordonnance du 1er janvier 1791 fait disparaître les diverses dénominations, et les corps d'infanterie ne sont désormais plus désignés que par le numéro du rang qu'ils occupaient entre eux. Ainsi, 101 régiments sont renommés. Les régiments sont toutefois largement désignés avec le terme ci-devant, comme 47e régiment d'infanterie ci-devant Lorraine.
En juin 1791 le 2e bataillon se rend à Saint-Lô, et au mois de septembre le régiment tout entier se met en route pour Givet.
En 1792, au début de la guerre, le 1er bataillon, seul, est appelé à faire partie de l'armée active. Il se trouve le 30 avril au combat de Quiévrain. Lorsque Dumouriez marche à la conquête de la Belgique, les deux bataillons sont envoyés à l'armée des Ardennes, commandée par le général Valence, qui, après avoir battu Beaulieu dans les bois d'Aische, occupe Namur et entreprend le siège de la citadelle de cette ville. Dans la nuit du 30 novembre, les grenadiers du « 47e régiment d'infanterie de ligne ci-devant Lorraine » emportèrent le fort Villotte par une action des plus hardies. Le général Leveneur, chargé de l'attaque, se décida à emporter le fort par la gorge. Il y avait entre la citadelle et cette gorge une caponnière garnie de palissades, qui se joignait au fort par deux voûtes également palissadées, dont une seule était gardée. Leveneur part à minuit à la tête de 1 200 grenadiers et franchit sans obstacle les palissades de la première voûte. À la deuxième, les sentinelles crient et font feu. Leveneur, trop petit pour franchir la palissade, dit à un vigoureux grenadier de le lancer par-dessus. La chose fut ainsi faite, et Leveneur, suivi à l'instant par 60 grenadiers du 47e régiment d'infanterie de ligne, égorge les sentinelles et enlève le fort avant que la garnison ait eu le temps de mettre le feu aux mines dont il était sillonné. La citadelle de Namur capitula le 2 décembre.
Les deux bataillons du régiment de Lorraine ont servi jusqu'à la fin sur la frontière du Nord et des Ardennes. On les cite encore au combat de Landrecies le 30 avril 1794. 
Le 26 juin 1794, le 1er bataillon du 47e régiment d'infanterie de ligne ci-devant Lorraine est amalgamé avec les 1er bataillon de volontaires de Seine-et-Marne et 6e bataillon de volontaires du Haut-Rhin pour former la 93e demi-brigade de première formation.
Le 26 juin 1794, le 2e bataillon du 47e régiment d'infanterie de ligne ci-devant Lorraine est amalgamé avec les 1er bataillon de volontaires de Saône-et-Loire et 1er bataillon de volontaires du Cher pour former la 94e demi-brigade de première formation.
Ainsi disparaît pour toujours le 47e régiment d'infanterie ci-devant Lorraine, partageant le sort de tous ces vieux régiments qui depuis deux siècles avaient défendu si intrépidement la patrie contre toutes les coalitions.

## Sources et bibliographie
- Pierre Lemau de La Jaisse : Septième abrégé de la carte générale du militaire de France, sur terre et sur mer - Jusqu'en décembre 1740
- M. Pinard : Chronologie historique-militaire, tomes 5 et 8, Paris 1762 et 1778   : document utilisé comme source pour la rédaction de cet article.
- Lieutenant-colonel Belhomme : Histoire de l’infanterie française, tome 3   : document utilisé comme source pour la rédaction de cet article.
- Louis Susane, Histoire de l'ancienne infanterie française, vol. 5, Paris, 1851 (lire en ligne), p. 236-259.   : document utilisé comme source pour la rédaction de cet article.
- Historiques des corps de troupe de l'armée française (1569-1900)  : document utilisé comme source pour la rédaction de cet article.
- Joseph Émile Vanson : L'Infanterie lorraine sous Louis XV; Tome I : Régiment des gardes lorraines